# Штранц, Штеффен
Штеффен Штранц (род. 16 мая 1960, Кассель, Гессен) — немецкий дзюдоист, чемпион и призёр чемпионатов Германии, призёр чемпионатов Европы и мира, участник летних Олимпийских игр 1984 года в Лос-Анджелесе и 1988 года в Сеуле. Выступал в лёгкой весовой категории (до 71 кг). В 1981 году на чемпионате ФРГ стал серебряным призёром. Затем ещё шесть раз выступал на чемпионатах страны, и каждый раз становился чемпионом. На Олимпиаде в Лос-Анджелесе занял 13-е место, через четыре года в Сеуле стал пятым.

## Выступления на чемпионатах ФРГ
- Чемпионат ФРГ по дзюдо 1981 — ;
- Чемпионат ФРГ по дзюдо 1982 — ;
- Чемпионат ФРГ по дзюдо 1983 — ;
- Чемпионат ФРГ по дзюдо 1984 — ;
- Чемпионат ФРГ по дзюдо 1985 — ;
- Чемпионат ФРГ по дзюдо 1986 — ;
- Чемпионат ФРГ по дзюдо 1987 — ;